# The Rose, Vol. 2
The Rose, Vol. 2 è un album del rapper statunitense Tupac Shakur, pubblicato nel 2005 dalla Amaru Entertainment.

## Il disco
Contiene incisi di poesie di Tupac in forma musicale. Al disco hanno collaborato artisti ben conosciuti come Ludacris e Bone Thugs n Harmony.  I poemi di Tupac sono citati, cantati e usati come ispirazione per ogni traccia di quest'album. Questo è il secondo album di Tupac che contiene sue poesie.

## Tracce
1. Intro – 1:12 – Black Ice
2. Power of A Smile – 4:38 – Bone Thugs-n-Harmony
3. The Eternal Lament – 4:04 – Celina
4. Fallen Star – 4:49 – Talib Kweli
5. In The Depths of Solitude – 4:18 – Ludacris
6. Movin' On – 2:59 – Lyfe Jennings
7. Life Through My Eyes – 4:12 – Tupac & Memphis Bleek
8. When Ure Heart Turns Cold – 3:51 – Outlawz
9. Black Women – 3:00 – Jamal Joseph & Che Davis
10. Only 4 The Righteous – 3:41 – Yo-Yo
11. Where There Is A Will... – 4:47 – Boot Camp Clik
12. When Ur Hero Falls – 3:31 – Impact Kids & Jessica "Betty Jo" Santos
13. And 2morrow – 3:35 – Shock G
14. If I Fail – 4:20 – dead prez
15. Poetry – 3:45 – Amber and Morgan (Pac's Kids)